# Pamphobeteus crassifemur
Pamphobeteus crassifemur là một loài nhện trong họ Theraphosidae.
Loài này thuộc chi Pamphobeteus. Pamphobeteus crassifemur được miêu tả năm 2008 bởi Bertani, Fukushima & Silva.